# Camptozygum
Camptozygum is een geslacht van wantsen uit de familie blindwantsen. Het geslacht werd voor het eerst wetenschappelijk beschreven door Odo Reuter in 1896 .

## Soorten
Het genus bevat de volgende soorten:

- Camptozygum aequale (Villers, 1789)
- Camptozygum pumilio Reuter, 1902